# Berthe Weill
Pour les articles homonymes, voir Weill.

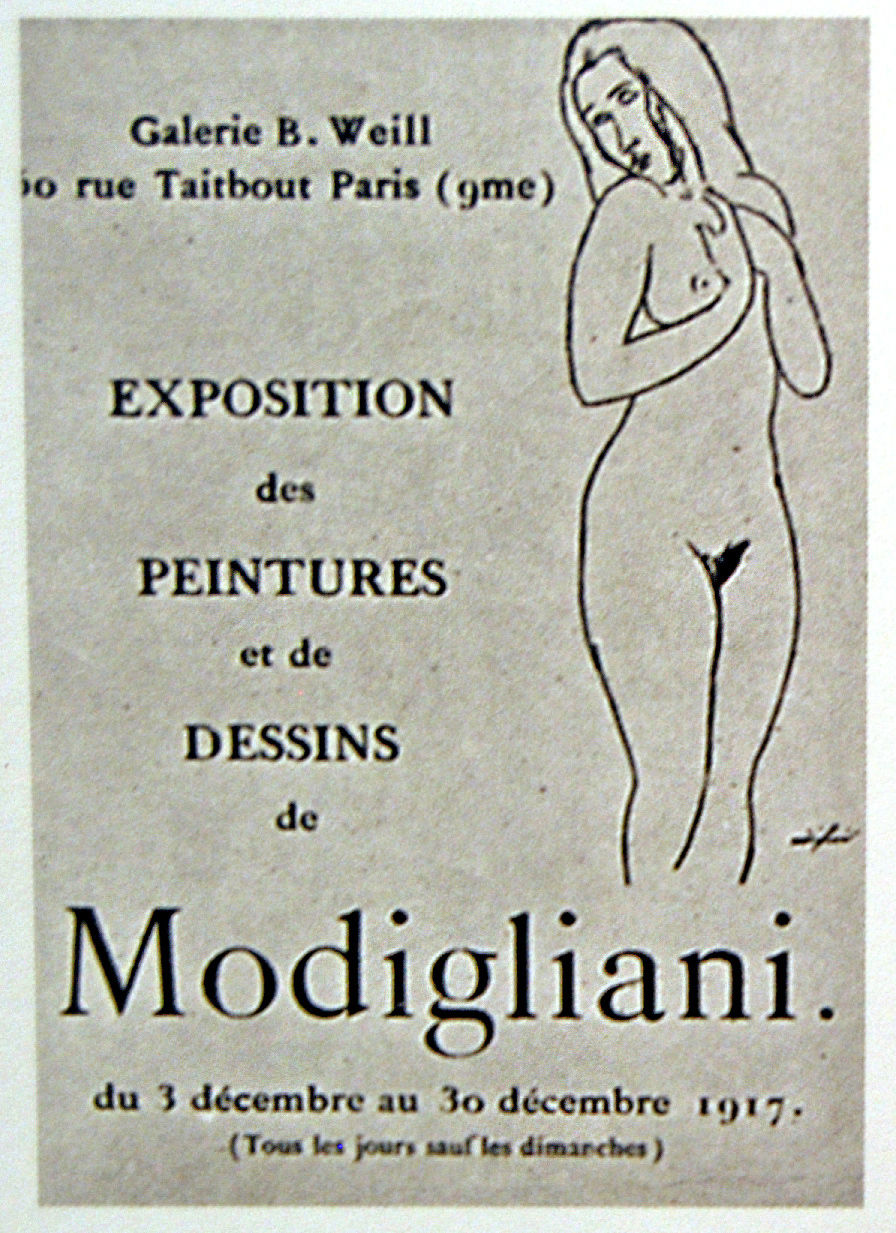
Carton d'invitation à l'exposition Modigliani à la Galerie Weill en 1917.

Berthe Weill, née à Paris le 20 novembre 1865 et morte dans la même ville le 17 avril 1951, est une marchande d'art française notable pour sa contribution à la création du marché de l'art du début du XXe siècle et de l'avant-garde parisienne.
Bien que moins connue que ses concurrents comme Ambroise Vollard, Daniel-Henry Kahnweiler et Paul Rosenberg, elle est cependant la première à vendre à Paris des toiles de Pablo Picasso et d'Henri Matisse et organise la seule exposition solo du vivant d'Amedeo Modigliani. La galerie qu'elle fonde permet de lancer des artistes majeurs du vingtième siècle, notamment Raoul Dufy, Jean Metzinger, André Derain, Maurice de Vlaminck, Diego Rivera, Georges Braque, Kees van Dongen, Maurice Utrillo, Léon Lehmann, Georges Capon, Henri Vergé-Sarrat ainsi que plusieurs femmes peintres comme Suzanne Valadon, Jeanne Rosoy, Émilie Charmy, Marie Laurencin, Irène Reno, Jacqueline Marval et Valentine Prax.
Sa galerie perdura jusqu'en 1939, date de sa faillite. Malgré les nombreux peintres célèbres passés par cette galerie, Berthe Weill resta pauvre toute sa vie et tomba presque dans l'oubli après sa mort.

## Biographie
Esther Berthe Weill naît le 20 novembre 1865 à Paris dans une famille juive alsacienne, parmi 6 frères et sœurs. Son père, Salomon Weill, est originaire de Gerstheim. La famille est modeste et Berthe est placée en apprentissage chez l'antiquaire Salvator Mayer, qui lui enseigne le commerce de l'art, en particulier celui des gravures du XVIIIe siècle. Elle mit cette expérience à profit plus tard, lorsqu'elle rencontra des collectionneurs, des écrivains et d'autres marchands d'art.
À la mort de Mayer, en 1897, elle ouvre une petite boutique d'antiquaire, en association avec l'un de ses frères, Marcellin. Lorsque celui-ci prend son indépendance, elle décide d'ouvrir le 1er décembre 1901, avec ses 4 000 francs de dot, la « Galerie B. Weill », destinée aux « jeunes peintres », qu'elle découvre sous l'influence présumée du critique d'art Roger Marx. Elle devient la première femme galeriste parisienne. Celui-ci pourrait avoir favorisé chez Berthe Weill la recherche de la nouveauté chez de jeunes peintres en rupture les thèmes à la mode dans les salons du tournant du siècle, les scènes de genres, « leur niaiserie, leur platitude, leur puérilité » d'après la description qu'en fait Paul Reboux.
À cette époque, aux alentours de Pigalle, on rencontre des encadreurs, des brocanteurs, parfois des marchands de couleurs qui acceptent d’exposer des tableaux. Berthe Weill et Ambroise Vollard sont alors les seuls marchands d'art à proposer des œuvres contemporaines, les principales ventes se faisant à l'occasion de Salons. Or, Ambroise Vollard préfère se spécialiser dans la vente d'impressionnistes et de post-impressionnistes. La galeriste se trouve donc seule en 1901 à proposer des artistes contemporains et se construisit rapidement une réputation auprès des peintres et des collectionneurs. Dès le 2 décembre 1901, elle accueille sur ses cimaises pour tout le mois MM. Bocquet, Durrio, Girieud, Launay, Maillol, De Mathan et Melle Warrick. Cette année-là, peu après l'arrivée de Picasso à Paris, elle est la première à acheter et vendre ses œuvres, et à organiser avec l'aide de Pedro Mañach, en 1902, une exposition qui lui est consacrée. Février 1902, elle expose pour la première fois Matisse, en compagnie de Marval, Flandrin, Marquet et Élisabeth Krouglikoff. À cette époque, elle vend trois pastels sur canevas du peintre andalou, des scènes de tauromachie, vendus en 1900 au critique littéraire pour Le Temps, Adolphe Brisson. Cette même année, elle vend le Moulin de la Galette au directeur de La Dépêche de Toulouse, Arthur Huc. L'année suivante, elle vend une toile de Marquet à Frantz Jourdain, l'architecte de La Samaritaine et premier président du Salon d'automne. En 1905, elle devient la première marchande des peintres fauves. Berthe Weill a grandement contribué à la reconnaissance du talent des femmes peintres qu'elle expose à égalité avec leurs homologues masculins.
Berthe Weill alterne dans sa galerie ventes de caricatures et d'estampes, et des expositions collectives ou particulières des peintres qu'elle découvre. Toutefois, son manque de capitaux la conduit à revendre trop rapidement les œuvres acquises, et elle génère de faibles marges.
En 1909, le marché de l'art se développe rapidement, et des marchands disposant de plus de capitaux commencent à accorder leur confiance aux peintres les plus en vue de l'avant-garde. Proposant de meilleurs prix aux peintres et les liant par des contrats d'exclusivité, ils concurrencent Berthe Weill, qui voit partir les artistes qu'elle avait découverts, tels Matisse et Picasso. En 1930, selon l'analyse du critique André Fage « Berthe Weill, à qui revient l’honneur d’avoir « sorti » et défendu à leurs débuts presque tous les plus grands peintres d’aujourd’hui, a dû, faute de très gros capitaux, les abandonner l’un après l’autre à des concurrents plus puissants ».
Elle installe l'éclairage électrique en 1908, faisant de sa galerie la première adresse de sa rue à bénéficier de cette nouveauté. En 1914, elle dispose seulement de six mètres de cimaises. Sa clientèle est principalement composée de collectionneurs influents, notamment Olivier Sainsère, homme politique et collectionneur, ainsi qu'André Level, directeur d'un groupe d'investisseurs qui constitua en 1904 une collection d'art du XXe siècle appelée « la Peau de l'ours », revendue aux enchères en 1914 avec un grand succès. Selon FitzGerald « Weill prétend que les trois quarts des objets de la collection proviennent de sa galerie. Même si elle exagérait, il ne fait pas de doute que Level achetait régulièrement chez elle ». En 1917, elle déménagea au 50, de la rue Taitbout dans des locaux plus spacieux puis, en 1920, au 46, rue Laffitte, toujours dans le 9e arrondissement.
En 1917, elle organise la seule exposition Modigliani réalisée du vivant de l'artiste. Or, lors du vernissage, parmi les 32 dessins et peintures, se trouvent quatre nus dont l'un est accroché près d'une fenêtre de sorte qu'il provoque un attroupement de badauds et attire l'attention du commissaire divisionnaire du quartier qui exigea que l'on enlève ces toiles. Berthe Weill répondit « Mais qu’ont-ils donc ces nus ? », ce à quoi il lui fut répondu « Ces nus … ils ont des poils ! ». Le vernissage est interrompu pour outrage public à la pudeur et, d'après le récit qu'en fit Francis Carco dans L'Éventail du 15 août 1919, elle ne put reprendre qu'une fois les nus enlevés. L'exposition continua jusqu'à son terme mais sans les nus censurés, aucune toile ne fut vendue.
En 1933, Weill publie ses mémoires, Pan ! Dans l’œil ! Ou trente ans dans les coulisses de la peinture contemporaine, et déménage en 1937 au 27, rue Saint-Dominique. Après ses succès des premières années, son positionnement sur le marché de l'art d'une part et son manque de capitaux d'autre part, la conduisent à fermer sa galerie en 1939 en raison de problèmes financiers insurmontables. Cette année-là, et pour la même raison, elle est expulsée de son logement.
Après guerre, Weill est dans une grande misère et quarante six peintres ayant bénéficié de ses services organisent en 1946 une vente à son profit. Près de 80 œuvres sont négociées et permettent de récolter 4 millions de francs qui mirent Berthe Weill à l’abri du besoin durant les dernières années de sa vie. Elle est décorée de la Légion d'honneur en 1948 pour sa contribution à l'art moderne[réf. incomplète]. Berthe Weill se retire quelques mois dans une maison de retraite à L'Isle-Adam aux alentours de Paris en 1941 à la suite d'un accident. Elle meurt le 17 avril 1951, à son domicile au 39, rue Saint-Dominique, à l'âge de 85 ans, impotente et presque aveugle.

## Distinctions
- Chevalière de la Légion d'honneur (1948)

## Postérité et hommages
Bien qu'elle jouit de son vivant d'une notoriété certaine dans les milieux artistiques, et qu'elle eût découvert nombre de peintres devenus célèbres, elle tombe dans l'oubli après sa mort jusqu'aux années 2000 où elle bénéficie d'un regain d'intérêt. En 2007, son portrait par Picasso (1920) est déclaré trésor national français[réf. incomplète]. Ses mémoires sont rééditées deux ans plus tard ainsi que la liste de ses expositions. Enfin, en 2011 la première biographie consacrée à sa vie et à sa carrière est publiée.
Le 7 février 2012, la mairie de Paris décide de faire apposer une plaque commémorative au 25 de la rue Victor Massé, dans le 9e arrondissement de Paris où Berthe Weill avait ouvert sa première galerie en 1901. La cérémonie a lieu le 8 mars 2013 à l'occasion de la journée internationale des Droits de la Femme en présence de Jacques Bravo (Maire du 9e arrondissement de Paris), Marianne Le Morvan (gestionnaire d'un fonds privé et personnel d'archives de la Galerie B.Weill) et de Fatima Lalem (adjointe au Maire de Paris chargée de l'égalité Femmes/Hommes). La plaque porte le texte suivant :

« À cette adresse, Berthe Weill 1865 – 1951 a ouvert en 1901 la première galerie d’art destinée aux jeunes artistes. Son soutien a permis la découverte de l’avant-garde de la peinture moderne. »

En 2019, le jardin Berthe-Weill est inauguré dans le 3e arrondissement de Paris, jouxtant le Musée Picasso.
En 2023, les mémoires de Berthe Weill sont traduites en anglais, aux Presses universitaires de Chicago, traduites par William Rodarmor, sous la direction de Lynn Gumpert et la coordination scientifique de Marianne Le Morvan.
En 2024, Berthe Weill fait l'objet d'une grande exposition au Grey Art Museum (le musée de l'université NYU) à New York, puis en 2025 au musée des Beaux-Arts de Montréal, avant l'Orangerie à Paris, dont le commissariat scientifique est assuré par Marianne Le Morvan.

## Peintres exposés par Berthe Weill
Un grand nombre de peintres passèrent par sa galerie. Elle permit à plusieurs d'entre eux de réaliser leurs premières ventes parisiennes et à de nombreux artistes étrangers de se faire connaître dans la capitale artistique qu'était le Paris de cette époque.
Différentes ventes et expositions de Berthe Weill eurent une influence notable sur le parcours des peintres ou sur l'acceptation de leurs peintures dans la société artistique. Ce fut par exemple le cas des trois Picasso, des pastels sur canevas décrivant des scènes de tauromachie, vendus en 1900 au critique littéraire pour Le Temps, Adolphe Brisson. Cette même année elle vendit le Moulin de la Galette au directeur de La Dépêche de Toulouse, Arthur Huc. D'après John Richardson (en), Huc était l'un des collectionneurs les plus progressistes de son temps. Ce tableau fut racheté[Quand ?] par Justin Thannhauser qui en fit don au musée Solomon R. Guggenheim.